# Thomas William Moseley
Pour les articles homonymes, voir Moseley.
Thomas William Henry Harrison Moseley est un constructeur de ponts américain, né près de Mount Sterling (Kentucky) le 28 novembre 1813, et mort à Scranton (Pennsylvanie) le 10 mars 1880 .

## Biographie
Il est le fils de Daniel Perrow Moseley et de Mildred Jameson.
De son temps, il était appelé Général Moseley car il a été Adjutant-General de la garde nationale de l'État de l'Ohio pendant la guerre américano-mexicaine, entre 1845 et 1851.
Il a ensuite commencé à se lancer dans le commerce en s'intéressant à la fabrication des ponts. Il s'est installé à Covington (Kentucky) et a obtenu son premier brevet sur les ponts bow-string en 1857. Il a créé sa propre société, Moseley and Company, implantée à Cincinnati jusqu'en 1861, puis Moseley Iron Building Works se trouvant à Boston entre 1861 et 1871, puis Moseley Iron Bridge and Roof Company à New York, entre 1867 et 1880. La société a existé jusqu'en 1880. Il s'est lié avec Zenas King en 1858 pour assurer la vente de ses ponts. Puis Zenas King a créé sa propre société.
En 1861, Thomas William Moseley s'est installé Boston et Zenas King a installé son entreprise à Cleveland. Au début des années 1870 il s'est déplacé en Pennsylvanie, d'abord à Philadelphie, puis à Scranton.

## Licences
- United States Patent Office : Thomas W. H. Moseley, of Kovington, Kentucky, Bridge, Patent no 16572, 3 février 1857
- United States Patent Office : Thomas W. H. Moseley, of Boston, Massachsetts, Improvement in bridges, Patent no 59054, 23 octobre 1866
- United States Patent Office : Thomas W. H. Moseley, of Boston, Massachsetts, Improvement in tubular-arch bridges, Patent no 103765, 31 mai 1870
- United States Patent Office : Thomas W. H. Moseley, of Boston, Massachsetts, Improvement in bridges, Patent no 106855, 30 août 1870

## Quelques ouvrages
- Hares Hill Road Bridge, au-dessus de la French Creek, Kimberton, comté de Chester[2],[3]
- Moseley Wrought Iron Arch Bridge ou Upper Pacific Mills Bridge, d'abord à Lawrence, réinstallé dans le campus de Merrimack College, North Andover

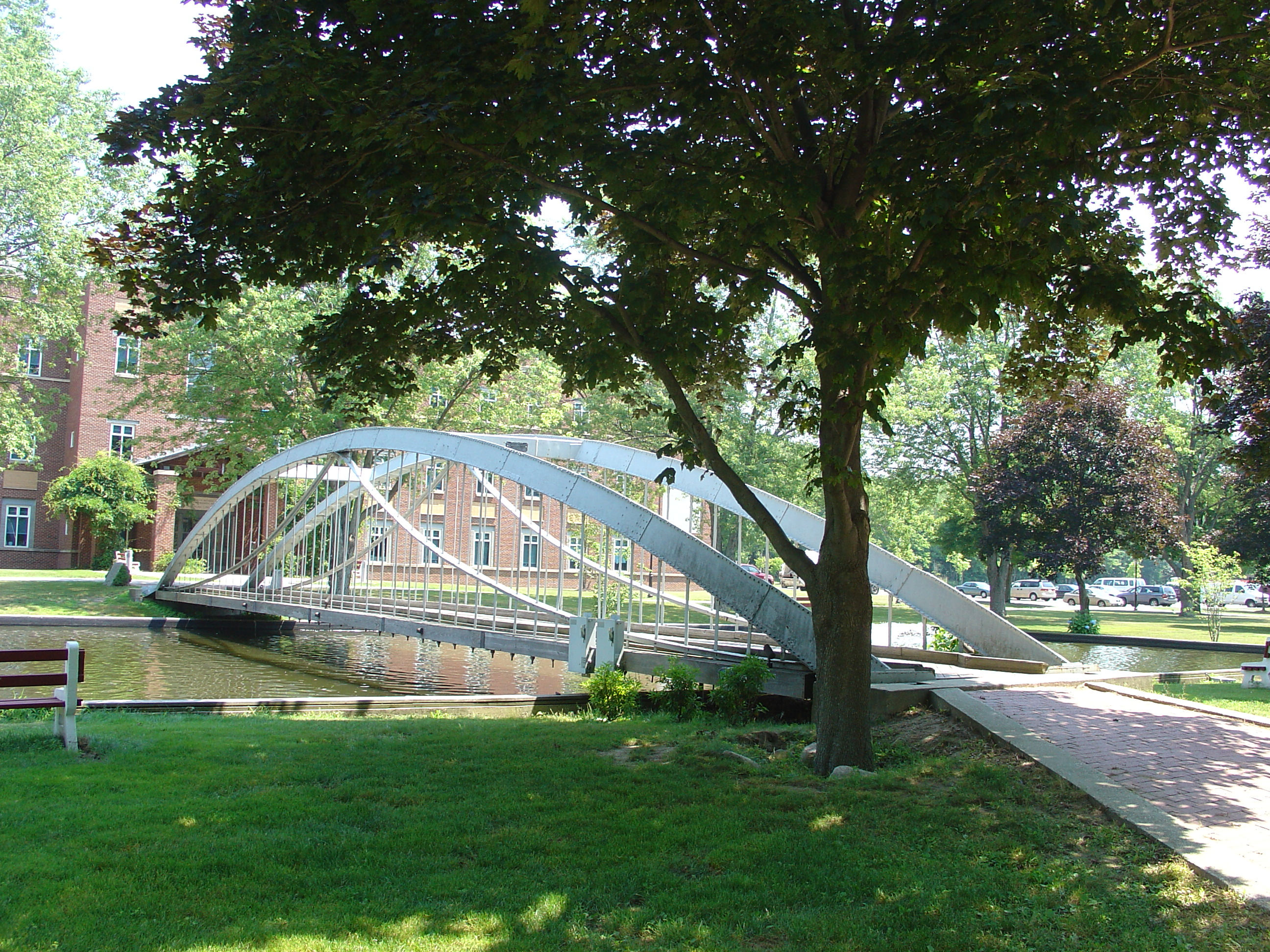
Upper Pacific Mills Bridge réinstallé dans le campus de Merrimack College
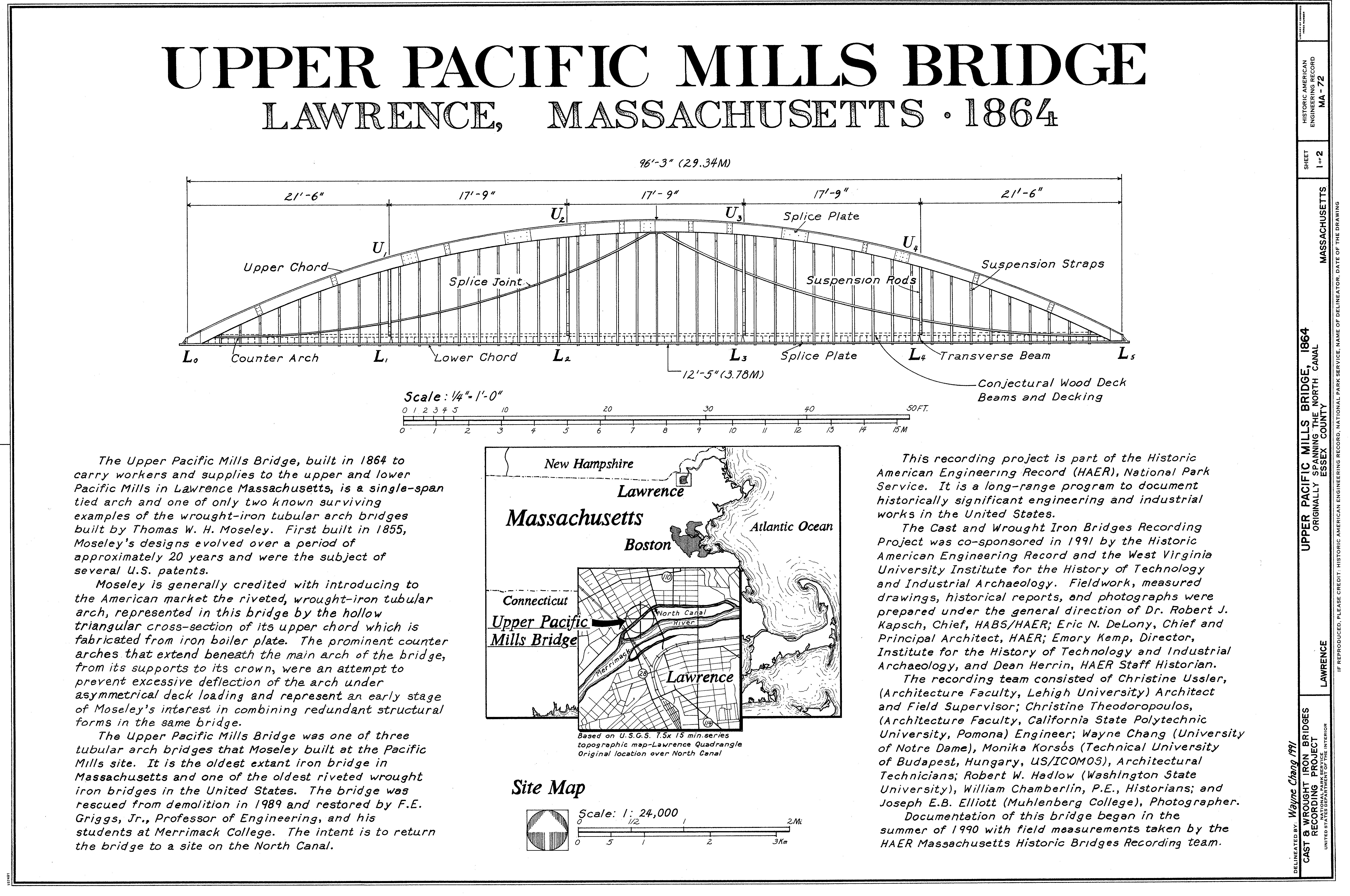
Upper Pacific Mills Bridge
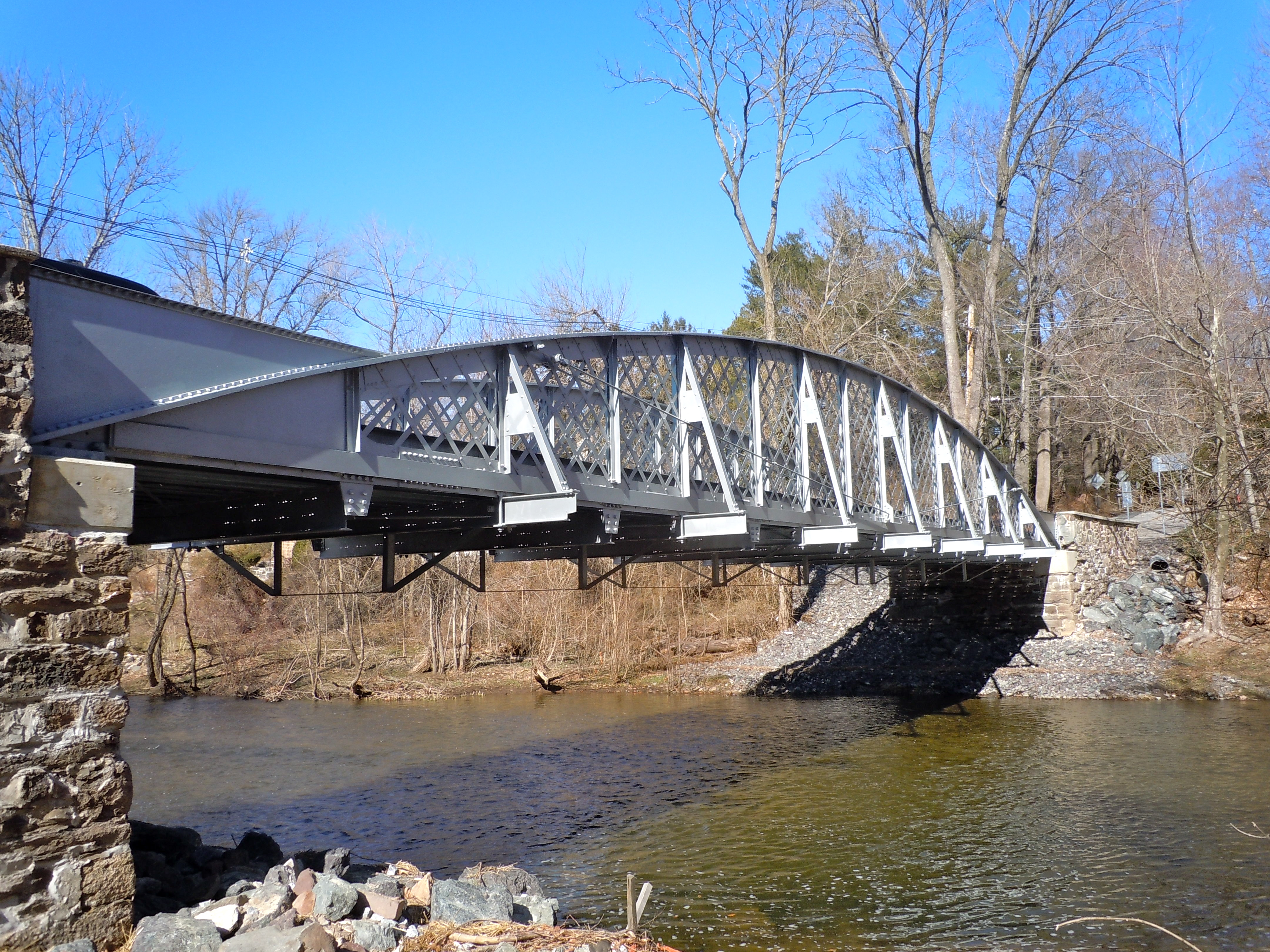
Hares Hill Road Bridge